# Les Schtroumpfs noirs (album)
Ne doit pas être confondu avec Les Schtroumpfs noirs.
Les Schtroumpfs noirs est le premier album de la série de bande dessinée Les Schtroumpfs de Peyo publié en 1963 aux éditions Dupuis. 
L'album contient trois histoires indépendantes : Les Schtroumpfs noirs, Le Schtroumpf volant et Le Voleur de Schtroumpfs.

## Synopsis

### Les Schtroumpfs noirs
Alors qu'il va en forêt pour couper du bois, un Schtroumpf se fait piquer par une mouche Bzz. La réaction est immédiate, provoquant la transformation du petit Schtroumpf. Il perd sa couleur bleue, devient tout noir, fou et agressif, tandis que son langage est limité à « GNAP! ». Le Schtroumpf noir essaye de contaminer les autres en leur mordant la queue, ce qui provoque une réaction en chaîne, chaque Schtroumpf noir transformant l'autre et répandant ainsi la maladie.
Indépendamment de la série Johan et Pirlouit, elle est la première histoire des Schtroumpfs à être publiée. Elle est publiée pour la première fois dans le no 1107 du journal Spirou en juillet 1959.

### Le Schtroumpf volant
Le Grand Schtroumpf demande au Schtroumpf à lunettes et à un autre Schtroumpf d'aller ramasser des noix. En grimpant à un arbre pour attraper une pomme, le Schtroumpf tombe et a l'idée de voler. De retour au village, il tente de le faire par divers moyens : il se fabrique des ailes avec des plumes puis avec un parasol, crée un cerf-volant, enfourche un balai, se fabrique des ressorts, construit une fusée, une catapulte, une montgolfière, parvient à rentrer dans une bulle de savon... Mais toutes ces tentatives se soldent par un échec, et le Schtroumpf volant est continuellement poursuivi par les autres Schtroumpfs, à qui il a dérobé divers objets. Finalement, il fabrique une potion qui le rend léger au point de s'envoler. Mais une fois en l'air, il ne parvient plus à redescendre ! Les autres Schtroumpfs l'attrapent alors avec une corde et lui font avaler des briques pour le rendre plus lourd. Ne pouvant plus voler, il décide de devenir un Schtroumpf marin, mais sa barque coule à peine a-t-il posé le pied dedans.
Le récit de 20 pages est publié intégralement dans le no 1303 du journal Spirou en avril 1963. Elle est la septième histoire de la série Les Schtroumpfs.

### Le Voleur de Schtroumpfs
En lisant la formule de la pierre philosophale, le sorcier Gargamel apprend l'existence des Schtroumpfs, ingrédient essentiel pour réaliser la pierre. Son grimoire mentionne que les Schtroumpfs habitent le pays schtroumpf (ou, dans la version d'origine, le Pays maudit), mais qu'on en « rencontre parfois dans nos régions ». Il crée alors des pièges dans lesquels un Schtroumpf tombe rapidement. Alertés par le Schtroumpf à lunettes, les autres Schtroumpfs partent à sa rescousse, tentent de le libérer à plusieurs reprises, mais à chaque fois Gargamel revient avant qu'ils aient pu ouvrir la cage. Alors que Gargamel s'apprête à plonger le Schtroumpf dans une marmite, les Schtroumpfs décident de s'attaquer tous ensemble au sorcier et Gargamel s'assomme en tombant. À son réveil, les Schtroumpfs ont disparu et Gargamel boit une potion qui doit le transformer en géant. Ignorant que, pendant son sommeil, les Schtroumpfs ont transvasé toutes ses potions dans des récipients différents, il devient minuscule, ce qui éveille l'appétit de son chat, Azraël.
L'histoire est publiée pour la première fois en décembre 1959 dans le no 1130 du journal Spirou sous forme de mini-récit. Elle est ensuite redessinée par Peyo pour la publication en album et constitue la deuxième histoire de la série Les Schtroumpfs.